# Phallus hadriani
A Phallus hadriani, comumente conhecida como stinkhorn das dunas ou stinkhorn da areia, é uma espécie de fungo da família Phallaceae. O estipe do basidioma atinge até 20 cm de altura por 4 cm de espessura e é esponjoso, frágil e oco. Na parte superior do estipe, há um píleo em forma de dedal com sulcos, sobre o qual se espalha a gleba de cor oliva. Pouco depois de emergir, a gleba se liquefaz e libera um odor fétido que atrai insetos que ajudam a dispersar os esporos. A P. hadriani pode ser diferenciada da semelhante P. impudicus pela presença de uma volva de cor rosa ou violeta na base do estipe e por diferenças no odor.
É uma espécie amplamente distribuída e é nativa da Eurásia e da América do Norte. Na Austrália, provavelmente é uma espécie introduzida. Geralmente cresce em gramados públicos, quintais e jardins, normalmente em solos arenosos. Diz-se que é comestível em seu estágio imaturo, quando se assemelha a um ovo.

## Taxonomia
A espécie foi descrita cientificamente pela primeira vez pelo botânico francês Étienne Pierre Ventenat em 1798, e sancionada por Christiaan Hendrik Persoon com esse nome em sua Synopsis Methodica Fungorum de 1801. Christian Gottfried Daniel Nees von Esenbeck chamou a espécie de Hymenophallus hadriani em 1817; mas esse nome é um sinônimo. De acordo com o banco de dados taxonômico Index Fungorum, outros sinônimos incluem: Phallus iosmus, nomeado por Berkeley em 1836; Phallus imperialis, Schulzer, 1873; Ithyphallus impudicus var. imperialis e Ithyphallus impudicus var. iosmos, Giovanni de Toni, data desconhecida.
O epíteto específico hadriani recebeu o nome do botânico holandês Hadrianus Junius (1512-1575), que escreveu um panfleto sobre cogumelos stinkhorn em 1564 (Phalli, ex fungorum genere, in Hollandiae sabuletis passim crescentis descriptio).

## Descrição

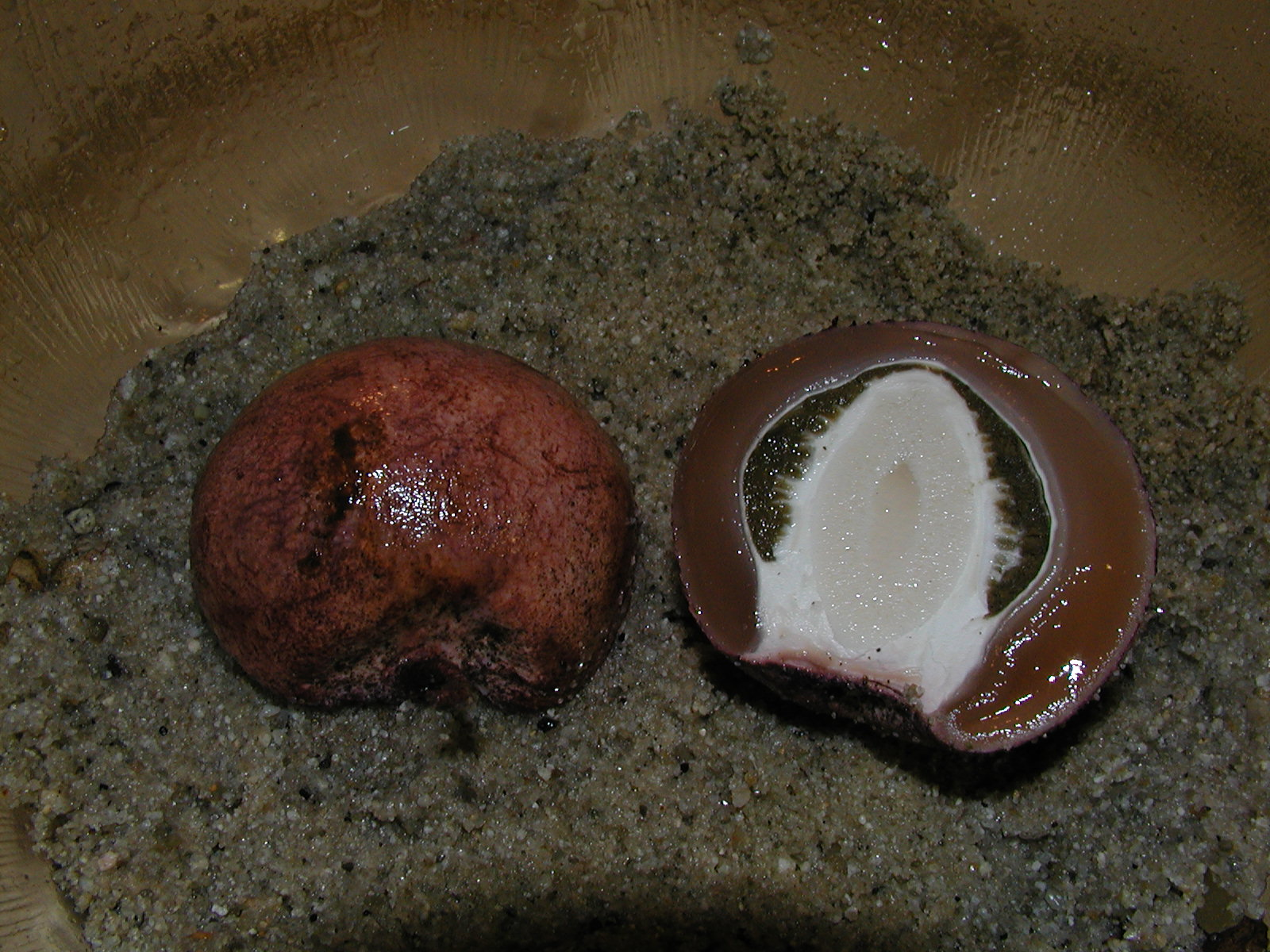
Uma seção transversal do espécime imaturo em forma de ovo

Os basidiomas imaturos de P. hadriani no estágio de ovo têm dimensões de 4 a 6 cm por 3 a 4 cm e são da cor rosada a violeta. Normalmente, estão submersos no solo com rizomorfos (agregações de micélio que lembram raízes de plantas) na base. Os ovos ficam envoltos em uma cobertura resistente e em uma camada gelatinosa que se decompõe à medida que o cogumelo emerge. Os basidiomas maduros podem ter de 10 a 20 cm de altura por 3 a 4 cm de espessura. O estipe de cor branca ou creme tem até 3 cm de largura, é oco, esponjoso e alveolado (com pequenas cavidades). O píleo é reticulado, estriado e esburacado, coberto com a massa de gleba verde-oliva. A volva é em forma de copo e normalmente mantém sua cor rosa, embora possa se tornar marrom com o tempo. Os basidiomas têm vida curta, geralmente durando apenas um ou dois dias.

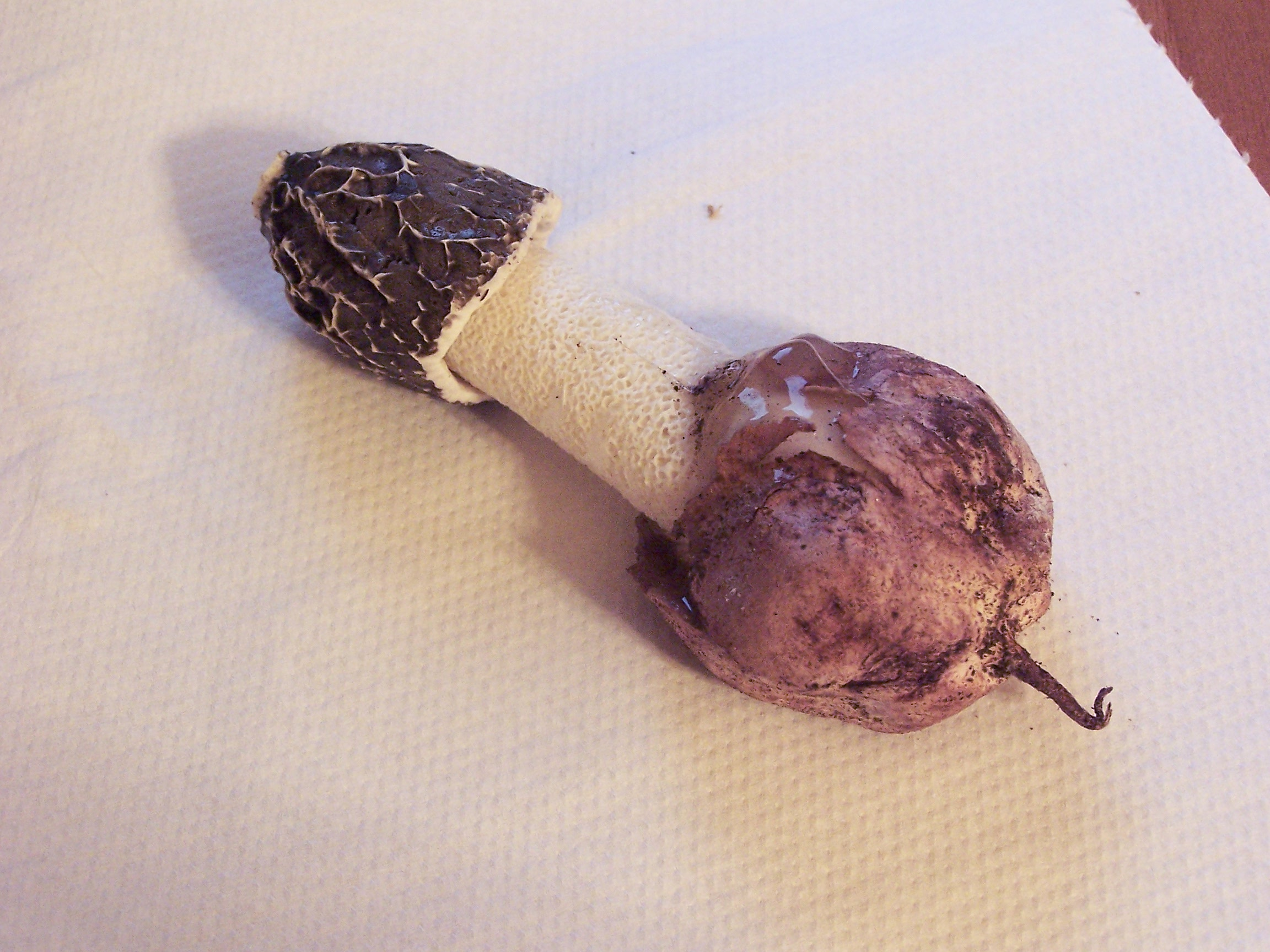
A volva rosa é o que resta da cobertura externa resistente do ovo imaturo

Embora o odor da P. hadriani tenha sido descrito por alguns autores como fraco e agradável ou como violetas, outros descrevem o cheiro como fétido ou pútrido. A gleba é conhecida por atrair insetos, inclusive moscas, abelhas e besouros, alguns dos quais consomem o limo que contém os esporos. Acredita-se que a dispersão de esporos a longa distância seja facilitada por esses insetos, que podem depositar em suas fezes esporos intactos que sobrevivem à passagem pelo trato digestivo.
Os esporos são cilíndricos, lisos e hialinos (translúcidos), com dimensões de 3 a 4 por 1 a 2 μm. Os basídios (células portadoras de esporos) são cilíndricos, com dimensões de 20 a 25 por 3 a 4 μm. Eles têm oito esterigmas (extensões delgadas que se prendem aos esporos), bem como uma fíbula em sua base.

### Espécies semelhantes
A Phallus impudicus tem a mesma aparência geral que a P. hadriani, mas se distingue por sua volva branca. Outra stinkhorn semelhante, a P. ravenelii, tem um píleo liso e não reticulado.

## Habitat e distribuição
Sabe-se que a Phallus hadriani está na Austrália (onde se acredita que seja uma espécie introduzida, importada na cobertura vegetal de lascas de madeira usada em jardinagem e paisagismo), na América do Norte, na Europa (incluindo a Dinamarca, Irlanda, Letônia, Países Baixos, Noruega, Polônia, Eslováquia, Suécia, Ucrânia, e País de Gales), Turquia (província de Eder), Japão, e China (província de Jilin).
A Phallus hadriani é uma espécie saprófita e, portanto, obtém nutrientes por meio da decomposição de matéria orgânica. Na América do Norte, é comumente associada a tocos de árvores ou a raízes de tocos que estão se decompondo no solo. Na Grã-Bretanha, sua distribuição é mais ou menos restrita às dunas costeiras, enquanto na Polônia, observou-se que ela evita solos florestais úmidos e húmicos e vive em simbiose com gramíneas xerófilas e com a árvore Robinia pseudoacacia. O cogumelo é uma das três espécies protegidas na Lista Vermelha da Letônia.

## Comestibilidade
Como muitas outras stinkhorn, acredita-se que essa espécie seja comestível quando em sua forma de ovo. Os europeus centrais e os chineses consideram os ovos uma iguaria. Com relação à comestibilidade de espécimes maduros, um autor comentou sobre o gênero em geral que “ninguém com seu olfato desenvolvido pensaria em comer os membros desse grupo".

## Nota
1. ↑  família de cogumelos fétidos caracterizados por parecerem um talo esponjoso que surge de um "ovo" gelatinoso.